# Sorgaqtani

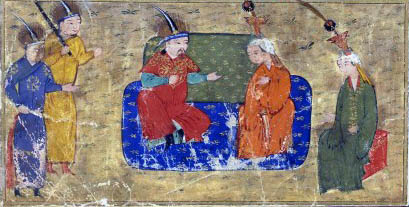
Tolui y Sorgaqtani con sus hijos.

Sorgaqtani o Sorgaqtani Beki o Sorkaktani Beki o Soyurghaqtani, Sorkaktani, Sorkhokhtani, Sorkhogtani, Siyurkuktiti; (en chino tradicional, 唆魯禾帖尼; en chino simplificado, 唆鲁禾帖尼; pinyin, Suō lǔ hé tiě ní; nombre póstumo en chino tradicional: 顯懿莊聖皇后); ? - 1252) fue una princesa turcomongola, esposa de Tolui, el hijo menor de Gengis Kan, e hija de Yagambu, el hermano de Toghrul (conocido por los chinos como Wang Kan), kan de los keraitas. Sorgaqtani que era cristiana difisita (Iglesia Nestoriana), fue considerada como muy inteligente y hábil.

## Biografía
Tolui, cuyo patrimonio incluía el este de Mongolia, y partes de Irán y del norte de China, murió en 1232 a los 40 años. Según la tradición de los mongoles, era costumbre que la viuda asumiera la regencia hasta que el hijo mayor estuviera capacitado para gobernar. A pesar de que su hijo Möngke ya tenía 21 años, el Gran Kan Ogodei dio a Sorgaqtani la autoridad para asumir el control de los estados de Tolui. La Historia secreta de los mongoles sugiere que Ogedei pudo haber consultado de Sorgagtani sobre varios asuntos, y siempre la tuvo en alta estima.
Ogodei buscaba vincular su reino con el de ella, y le propuso matrimonio, pero ella rehusó. Entonces, él propuso que se casara con su hijo Guyuk, pero tampoco lo aceptó, alegando que sus cuatro hijos reclamaban toda su atención. Esta decisión se reveló más tarde como una de las más importantes en la formación del Imperio mongol, ya que los cuatro hijos de Sorgaqtani:  Möngke, Kublai, Hulagu y Ariq Boke se transformaran en poderosos gobernantes.
Después de la muerte de Ogedei en 1241, su esposa Toregene Katun gobernó como regente hasta 1246, cuando consiguió que su hijo Guyuk fuera elegido Gran Kan. Éste, sin embargo, se puso inmediatamente a socavar el poder de su madre, así como el de Sorgagtani. Guyuk murió en 1248, en circunstancias sospechosas, especulándose sobre si Sorgaqtani tuvo algo que ver. En cualquier caso, ella envió entonces a su hijo mayor Möngke a Batu. Ambos propusieron el nombre de Möngke como Gran Kan, y éste resultó elegido.
Sorgagtani cayó enferma en febrero o marzo de 1252, y murió pocos meses después de la ceremonia de sucesión de Möngke, siendo enterrada en una iglesia cristiana en Gansu.

## Descendencia
Sorgagtani dio a Tolui al menos cuatro hijos:
- Möngke: Gran Kan (1251–59) del Imperio Mongol.
- Kublai Kan: Gran Kan (1260–94) del Imperio Mongol y de la Dinastía Yuan.
- Hulagu: kan (1256–64) del Ilkanato, que gobernó Persia, Turquía, Georgia y Armenia.
- Ariq Böke, declarado Gran Kan por un corto periodo, en 1260, en rivalidad con Kublai, y capturado en 1264.